# Oglasa xanthorhabda
Oglasa xanthorhabda là một loài bướm đêm trong họ Noctuidae.